# Veliki komet iz leta 1532
Véliki komet iz leta 1532 (oznaka C/1532 R1) je komet, ki so ga opazili  2. oktobra v letu 1532 .
Opazovali so ga lahko 37dni. Zadnji dan opazovanja je bil 18. oktobra 1532.
Njegova tirnica je bila parabolična, njen naklon pa 32,52°. Prisončje se je nahajalo na oddaljenosti 0,52 a.e. od Sonca.  Skozi prisončje je letel 18. oktobra 1532 .